# Baciato dalla fortuna
Pour plus de détails, voir Fiche technique et Distribution.
Baciato dalla fortuna est une comédie italienne réalisée par Paolo Costella et sortie en 2011.

## Synopsis
Gaetano est un policier de la circulation napolitain qui s'est installé à Parme. Sa vie est très troublée car il est constamment en proie à des problèmes et croule sous les dettes : son ex-femme Marisa (restée vierge par choix de vie) réclame une pension alimentaire et sa fiancée, Betty, une cuisinière belle et entreprenante, le trompe avec son supérieur, Silvano. Ce dernier est un coureur de jupons qui n'hésite pas à tromper Betty avec d'autres femmes, dont l'épouse d'un autre collègue, Nicola.
Malgré tout, il ne renonce pas à jouer au SuperEnalotto, avec la combinaison que jouait son grand-père : 10, 20, 30, 40, 50, 60. Parmi les amis de Gaetano, il y a aussi une autre femme, la psychanalyste Grazia Tirelli, qui a toujours été amoureuse de lui et lui demande donc d'être son premier patient.
Le jour même de la séance, Gaetano ne joue pas le coupon (le barman du bar où il fait ses paris ferme le volet, également parce qu'il ne le voit pas arriver en courant) et, peu de temps après, ses numéros sortent. Le policier s'évanouit en recevant un coup à la tête et, à sa sortie de l'hôpital quelques jours plus tard, il a la confirmation que 120 millions d'euros ont bien été gagnés à Parme.
Tout le monde croit raisonnablement que le gagnant est Gaetano. Ce dernier est pris de frénésie pour évacuer son anxiété, conséquence non seulement du fait qu'il n'est pas gagnant, de ne pas savoir qui est le vrai gagnant, mais aussi du harcèlement constant qu'il subit depuis l'annonce des numéros gagnants, de la part de sa petite amie, qui veut l'épouser pour voler l'argent et s'enfuir avec Silvano. Marisa a également un comportement atypique à son égard, puisque, pour obtenir la pension alimentaire, elle abandonne presque sa virginité en l'embrassant sur la bouche au cours d'une visite au cimetière.
Heureusement Betty, après avoir fait taire Marisa, retarde son mariage avec Gaetano car elle en a assez que Silvano continue à la tromper et aide Grazia à hypnotiser Gaetano pour le convaincre qu'il est le vainqueur et le calmer un peu : c'est ainsi que la psychanalyste déclare son amour sincère à Gaetano et lui demande de l'épouser.
Le policier, tout en découvrant que le gagnant est Grazia (il trouve le billet derrière un portrait de Freud accroché dans son bureau) accepte sans révéler sa découverte. Au même moment, Betty décide de faire confiance à Silvano en déclarant qu'elle ne se soucie plus de l'argent mais seulement qu'il ne la trompe plus, et lui promet d'en faire autant. À la fin, il y a un double mariage et Gaetano découvre que sa femme a fait don de presque tous les gains à des amis et à des parents, ainsi qu'à des œuvres de bienfaisance.

## Fiche technique
- Titre original italien : Baciato dalla fortuna[1]
- Réalisateur : Paolo Costella
- Scénario : Vincenzo Salemme (it), Paolo Costella, Massimiliano Bruno, Gianluca Bomprezzi, Edoardo Bechis, Antonio Guerriero
- Photographie : Enrico Lucidi (it)
- Montage : Patrizio Marone
- Musique : Pasquale Catalano (it)
- Décors : Tonino Zera (it)
- Production : Rita Rusić
- Sociétés de production : Arella Film
- Pays de production :  Italie
- Langue originale : italien
- Format : couleurs - 2,35:1 - 35 mm
- Durée : 100 minutes
- Genre : comédie
- Dates de sortie :
  - Italie : 30 septembre 2011

## Distribution
- Vincenzo Salemme (it) : Gaetano
- Alessandro Gassmann : Silvano, le supérieur de Gaetano
- Maurizio Casagrande : Pasqualino, l'employé de banque
- Paola Minaccioni : Marisa, l'ex-femme de Gaetano
- Asia Argento : Betty
- Valeria Graci : Teresa, épouse d'Osvaldo
- Isabelle Adriani : Clara
- Dario Bandiera : Nicola, collègue de Gaetano
- Giuseppe Giacobazzi : Osvaldo, collègue de Gaetano
- Sabrina Bertaccini : femme au marché
- Nicole Grimaudo : Grazia Tirelli
- Marco Bazzoni : Antonio, le barman
- Elena Santarelli : Virginia, épouse de Nicola
- Pippo Santonastaso : l'oncle de Gaetano